# Lispe elegantissima
Lispe elegantissima är en tvåvingeart som först beskrevs av Stackelberg 1937.  Lispe elegantissima ingår i släktet Lispe och familjen husflugor. Inga underarter finns listade i Catalogue of Life.